# Xorides gloriosus
Xorides gloriosus är en stekelart som först beskrevs av Szepligeti 1914.  Xorides gloriosus ingår i släktet Xorides och familjen brokparasitsteklar. Inga underarter finns listade i Catalogue of Life.